# Chamaeleo narraioca
Chamaeleo narraioca este o specie de cameleon din genul Chamaeleo, familia Chamaeleonidae, ordinul Squamata, descrisă de Necas, Modry și Jan Slapeta în anul 2003. Conform Catalogue of Life specia Chamaeleo narraioca nu are subspecii cunoscute.